# Clovis Fernandes
Clóvis Acosta Fernandes (Bagé, 4 de octubre de 1954 – Porto Alegre, 16 de septiembre de 2015) fue un seguidor de fútbol brasileño, conocido popularmente como «Gaúcho da Copa».

## Biografía
Clóvis Fernandes era un empresario de Porto Alegre. Vio en vivo más de ciento cincuenta partidos de la selección de fútbol de Brasil desde la Copa Mundial de Fútbol de 1990 y la siguió en más de treinta países. Se autonombraba entre bromas como el «jugador número 12». Su marca registrada era una réplica del trofeo de la Copa Mundial y siempre lo llevaba consigo. 
También estuvo en la participación brasileña en la Copa Confederaciones. A principios de la década de los noventa, fundó la base de seguidores «Gaúchos na Copa». Ya conocido en Sudamérica, Fernandes ganó fama internacional después de las semifinales de la Copa Mundial de Fútbol de 2014 en la semifinal entre Brasil y Alemania. Después de la derrota, fue fotografiado llorando con el trofeo en sus brazos. Esta fotografía del «fan más triste de la selección brasileña» fue la escogida por centenares de medios de comunicación como el símbolo de la histórica derrota brasileña por 1 a 7. Después de este partido, dio el trofeo, que había llevado durante años a cada partido, a un seguidor alemán, pero este se le devolvió en el siguiente partido.
Un año después, viajó a Chile a la Copa América de 2015, donde pudo ver la victoria por 2 a 1 de su equipo ante Perú, pero Brasil no pasó de los cuartos de final. El 16 de septiembre de 2015, Fernandes murió de cáncer en Porto Alegre a la edad de sesenta años.
En la Copa Mundial de Fútbol de 2018, sus hijos llevaron el trofeo en memoria de su padre.